# Percy Bysshe Shelley
Percy Bysshe Shelley (Field Place, Horsham, Inglaterra, 4 de agosto de 1792-Viareggio, Gran Ducado de Toscana, 8 de julio de 1822) fue un escritor, ensayista y poeta romántico inglés.Entre sus obras más famosas se encuentran Ozymandias, Oda al viento del Oeste, A una alondra y La máscara de Anarquía.
También es conocido por su asociación con otros escritores contemporáneos, como John Keats y lord Byron, sobre todo como miembro de la llamada escuela cockney, formada por la segunda generación de poetas románticos ingleses. Murió, como estos últimos, a una edad temprana.

## Biografía y obra
Percival Bisshe Shelley nació en una familia muy acaudalada de la aristocracia de Sussex descendiente del Conde de Arundel. Hijo mayor de sir Timothy Shelley y Elizabeth Pilfold, se convirtió en heredero del segundo baronet del Castillo Goring en 1815. En 1802, ingresó en la Academia de la Casa de Sion en Brentford, y dos años después en el prestigioso Colegio Eton.
Su primera publicación fue una novela gótica llamada Zastrozzi (1810), en la que ya empezaba a despuntar la cosmovisión atea que más tarde le traería problemas. Ese mismo año, junto con su hermana Elizabeth publicó una obra poética, Poemas originales de Victor y Cazire, y poco después de ingresar en Oxford, una colección de versos (ostensiblemente burlescos, aunque realmente subversivos), Fragmentos póstumos de Margaret Nicholson, en la que probablemente colaboró uno de sus amigos en la universidad, Thomas Jefferson Hogg.
En 1810, entró a estudiar en la Universidad de Oxford. En 1811, publicó un panfleto llamado La necesidad del ateísmo, cuyo contenido le valió ser expulsado de la universidad junto a Hogg. Le habrían readmitido, gracias a la intervención de su padre, de haber renegado de sus doctrinas, pero Shelley rehusó hacer tal cosa, lo que le enfrentó a Sir Timothy, con el que no volvió a tener trato hasta la muerte de aquel.
Cuatro meses después de ser expulsado de Oxford, Shelley, de apenas 19 años, se fugó a Escocia con una joven de 16: Harriet Westbrook, hija de un posadero de Londres.
Después de casarse con ella, el 28 de agosto de 1811, Percival invitó a su camarada Hogg a compartir su casa y su esposa, según los ideales que propugnaba sobre el amor libre. Ante la negativa de Harriet, Shelley abandonó sus pretensiones y volvió con Harriet a Inglaterra, donde pretendió dedicarse a escribir.
Poco duraría; atraído por el clima político de la época, viajó a Irlanda para unirse al movimiento radical de escritores de panfletos. Estas actividades le granjearon una atención muy poco favorable de las autoridades gubernamentales, lo que le hizo volver a Londres. En los dos años siguientes, Shelley escribió La reina Mab: un poema filosófico (véase Reina Mab); en él, se muestra la influencia que había empezado a tener en su pensamiento la filosofía radical de librepensamiento (anarquismo) que el filósofo inglés William Godwin propugnaba. Para entonces, Shelley, ya infeliz en su matrimonio, dejaba con frecuencia a su mujer y a sus dos hijos solos mientras visitaba la librería de Godwin en Londres. Fue allí donde conoció y se enamoró de Mary, la joven hija de 16 años de Godwin y de la filósofa y escritora Mary Wollstonecraft, pionera del pensamiento feminista, que había fallecido tras el parto de su hija. En julio de 1814, cuatro años después de su primera fuga, Percy Shelley repitió la jugada, esta vez con la joven Mary. En este caso, también les acompañó la hermanastra de Mary, Clare Marie Jane Clairmont (Claire); los tres embarcaron hacia el continente y cruzaron Francia, antes de establecerse en Suiza. Seis semanas después de la huida, quizás con nostalgia de Londres, o por la falta de dinero, los tres regresaron a Inglaterra para encontrarse con que Godwin, el otrora defensor a ultranza y practicante del amor libre, rehusaba volver a dirigirles la palabra.
En el otoño de 1815, Percy y Mary todavía vivían cerca de Londres, intentando evitar a los acreedores. En aquella época, Shelley produjo la alegoría poética Alastor, o el espíritu de la soledad. A pesar del poco entusiasmo que despertó entonces, hoy día se considera una de sus obras poéticas mayores.
En el verano de 1816, los Shelley hicieron un segundo viaje a Suiza, a petición de la hermanastra de Mary, Claire Clairmont, que habría tenido una relación amorosa con lord Byron la anterior primavera, poco antes de volverse a ir a Ginebra. Byron había perdido el interés por la relación, y utilizó la oportunidad de reunirse con los Shelley para atraer al poeta con ellos. Los Shelley y Byron alquilaron una casa, la Villa Diodati, en las orillas del lago Lemán, y pasaron allí el verano. La conversación habitual con Byron tuvo un efecto rejuvenecedor en la poesía de Shelley. El viaje que ambos hicieron en barca le inspiró para escribir el Himno a la belleza intelectual, su primera obra significativa desde la publicación del Alastor.
Otro viaje, esta vez a Chamonix en los Alpes franceses, sirvió para inspirar el poema Mont Blanc, una difícil obra en la que Shelley trata con cuestiones como la inevitabilidad de la historia y la relación entre la mente humana y la naturaleza. La obra fue incluida en el libro que escribió junto con Mary, Historia de una excursión de seis semanas. Por su parte, también Shelley influyó en la obra de Byron, lo que se nota en la tercera parte de Las peregrinaciones de Childe Harold y en Manfredo.
Por su parte, Mary también obtuvo una renta inspiradora de aquellos días, pues fue entonces cuando concibió la que sería su obra más conocida: Frankenstein o el moderno Prometeo. Al terminar aquel verano, los Shelley y Claire regresaron a Inglaterra; Claire había quedado embarazada de Byron, hecho que tendría un enorme impacto en el propio futuro de Shelley.
El regreso a Inglaterra estuvo marcado por la tragedia. La media hermana de Mary, Fanny Imlay, se suicidó en otoño, y en diciembre del mismo año, Harriet, supuestamente embarazada, hizo lo propio, arrojándose al lago Serpentine, en el centro del parque Hyde londinense. Antes de finalizar ese mismo año, pocas semanas después de que el cuerpo de Harriet fuera extraído del agua, Percy y Mary se casaron. Este matrimonio pretendía, fundamentalmente, conseguir que la custodia de los hijos de Percy se diera a la nueva familia Shelley, pero fue en vano: los tribunales decidieron que los niños se entregaran a padres adoptivos.
Entonces, los Shelley se asentaron en Marlow, Buckinghamshire, donde vivía un amigo de Percy: Thomas Love Peacock. En los meses que siguieron, Shelley participó en el círculo literario que rodeaba al personaje de Leigh Hunt y, durante este período conoció a John Keats. La principal obra del poeta durante esta etapa fue Laon y Cythna, largo poema narrativo en el que se atacaba a la religión y que presentaba a una pareja de amantes incestuosos. Lo retiraron pronto de las librerías, y solo llegaron a venderse unos pocos ejemplares, aunque posteriormente se reditaría como La revuelta del islam, en 1818. También de esta época son los tratados políticos revolucionarios que publicó bajo el pseudónimo El ermitaño de Marlow.
A principios de 1818, los Shelley y Claire volvieron a abandonar Inglaterra, con la intención esta vez de entregarle a Byron la hija que aquel y Claire habían concebido, Allegra. Esta vez fueron a Venecia, donde entonces residía el poeta. De nuevo, el contacto con Byron animó la producción literaria de Shelley. En la última parte de aquel año escribió Julian y Maddalo, una descripción ligeramente disfrazada de las conversaciones que Shelley y Byron mantuvieron en sus viajes en góndola por los canales de Venecia que terminaban en una visita a un manicomio.
En 1820, Shelley escribió el extenso drama lírico Prometeo liberado, una suerte de continuación del Prometeo encadenado, de Esquilo, pero apartándose conscientemente de la figura de un Prometeo reconciliado con Júpiter, como intentaría representar el dramaturgo griego en la segunda y tercera parte de su trilogía prometeica, de la que solo sobreviven fragmentos. Sin duda una de sus obras más significativas, con una estilizada conjugación de mito e historia, refiere el fin del reinado de la tiranía, el Mal y el odio (representados por la figura de Júpiter) para dar paso a una era de primacía del Bien, el Amor y el florecimiento de las Artes. La liberación del titán Prometeo se equipara a la liberación de la humanidad de las cadenas del patriarcado, la violencia y el dominio del hombre por el hombre, y la posibilidad de una nueva unión con la Naturaleza.
La tragedia había de volver en la forma de muerte. El hijo de Shelley, Will, murió en 1818 de unas fiebres en Roma, y su hija recién nacida murió en 1819, durante otra mudanza. Los Shelley se trasladaban de una ciudad italiana a otra. Shelley completó su Prometeo en Roma, a donde fueron después de dejar Venecia, y pasó el verano de 1819 en Livorno escribiendo una tragedia, Los Cenci. También durante este año, y quizás impulsado entre otras causas por la masacre de Peterloo, escribió sus poemas políticos más conocidos, La máscara de Anarquía, Hombres de Inglaterra y La bruja del Atlas, sus obras más conocidas durante el siglo XIX, así como el ensayo La perspectiva filosófica de la reforma, que resulta ser la exposición más completa de su ideario político. En 1821, inspirado por la muerte de John Keats, Shelley escribió la elegía Adonaïs.
En 1822, convenció a James Henry Leigh Hunt, el poeta y editor británico que había sido uno de sus principales apoyos en Inglaterra, para que se trasladara a Italia con su familia. Su idea era crear, junto con Hunt y Byron, un periódico (The Liberal), en el que Hunt sería el editor, que diseminase los controvertidos escritos que salían de sus plumas y que sirvieran como contrapunto a publicaciones de corte conservador, como las revistas Blackwood's Magazine y Quarterly Review.

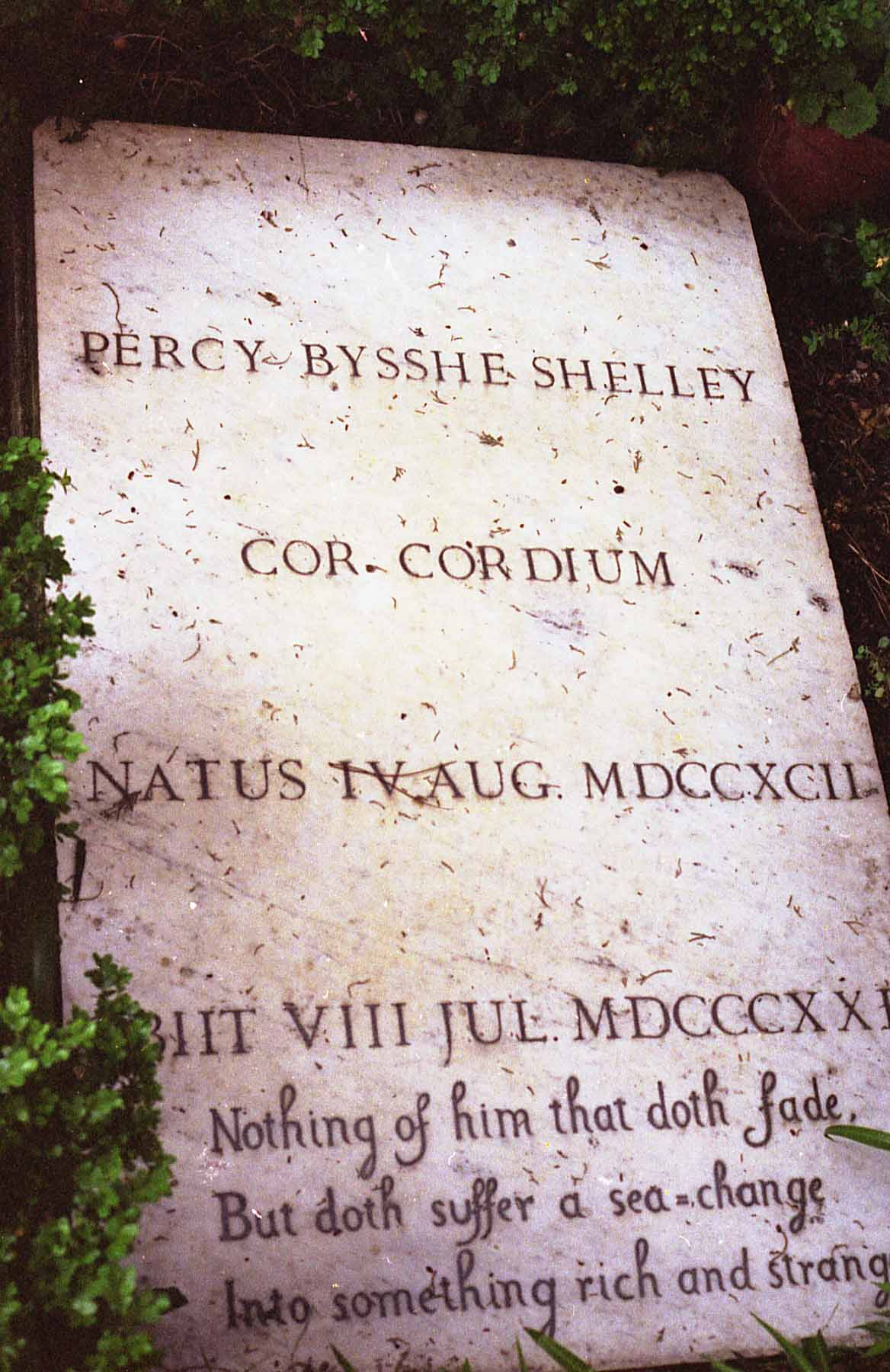
Tumba de Shelley, en el cementerio protestante de Roma. Los versos en inglés (véase Ariel's Song) son de La tempestad, obra de William Shakespeare.

El 8 de julio de 1822, poco antes de cumplir los 30 años, Shelley pereció ahogado en una repentina tormenta mientras navegaba en su velero, el Don Juan, de regreso a Lerici desde Pisa, con su amigo Edward Ellerker Williams. Volvía después de hacer los preparativos para el lanzamiento de El Liberal con el recién llegado Hunt. El nombre del velero pretendía homenajear a Byron y había sido elegido por Edward Trelawny, miembro del círculo Pisano de Shelley y Byron, pero, según Mary, Shelley lo había cambiado por el de Ariel. Por disposición de Byron, el cuerpo de Shelley se incineró en una playa cerca de Viareggio. Su corazón se extrajo durante la cremación, y Mary lo guardó, envuelto en seda, hasta su muerte, pero sus cenizas reposan en el cementerio protestante de Roma. Descubierto tras la muerte de su madre, el corazón fue guardado por su hijo y enterrado con él al fallecer.
De sus ocho hijos biológicos, solo tres le sobrevivieron: Ianthe (1813-1876) y Charles (1814-1826), los que había tenido con Harriet y que se entregaron en adopción a la muerte de ésta, y Percy Florence (1819-1889), uno de los hijos que tuvo con Mary. Charles murió cuatro años después que su padre y Percy heredó el título de barón veintidós años después de morir su padre, al morir su abuelo.
El Courier, un diario conservador londinense, publicó que «Shelley, the writer of some infidel poetry, has been drowned. Now, he knows wheter there is God or no.» («Shelley, el escritor de algunas poesías infieles, se ha ahogado: ahora sabe si hay Dios o no.»). La influencia de Shelley fue muy superior en los años posteriores a su muerte que en vida (a diferencia de Byron, que era popular entre la alta sociedad de su época, a pesar de sus ideas radicales). Después de su muerte, su memoria fue conservada y defendida pero edulcorada por su esposa y por su hijo, aunque a Shelley se le recordó sobre todo en los círculos de poetas victorianos como Alfred Tennyson y Robert Browning, así como por los prerrafaelitas y los socialistas y el movimiento obrero (Karl Marx fue uno de sus admiradores). Solo al final del siglo XIX, el trabajo de Shelley o, mejor dicho, su trabajo más inocuo, se hizo respetable entre la burguesía y la alta sociedad, popularizado quizás por biografías como la de Henry Stephens Salt, Percy Bisshe Shelley: Poet and Pioneer ("Percy Bisshe Shelley: poeta y pionero") (1896).

## Puntos de vista políticos
Shelley fue políticamente un radical influenciado por pensadores como Rousseau, Paine, Godwin, Wollstonecraft y Leigh Hunt. Abogó por la emancipación católica, el republicanismo, la reforma parlamentaria, la extensión del sufragio, la libertad de expresión y de reunión pacífica, el fin de los privilegios aristocráticos y clericales y por una distribución más equitativa de las rentas y de la riqueza. Las opiniones que expresaba en sus obras publicadas eran a menudo más moderadas que las que defendía en privado debido al riesgo de verse imputado por declaraciones sediciosas y su deseo de no alienar a sus amigos y aliados políticos más moderados. Sin embargo, sus escritos políticos y su activismo atrajeron la atención del ministerio del interior británico y estuvo bajo la vigilancia del gobierno en varios períodos.
El trabajo político más influyente de Shelley en los años inmediatamente posteriores a su muerte fue el poema La Reina Mab, que incluía extensas notas sobre temas políticos. En 1845 la obra había pasado ya por 14 ediciones, tanto oficiales como pirateadas, y se hizo popular en los círculos owenistas y cartistas. Su ensayo político más largo, La perspectiva filosófica de la reforma, fue escrito en 1820 pero no se publicó hasta 1920.

## Vegetarianismo
Shelley se convirtió a una dieta vegetal a principios de marzo de 1812 y la mantuvo, con lapsos ocasionales, por el resto de su vida. El vegetarianismo de Shelley estuvo influenciado por autores antiguos como Hesíodo, Pitágoras, Sócrates, Platón, Ovidio y Plutarco, pero más directamente por John Frank Newton, autor de The Return to Nature, or, A Defense of the Vegetable Regimen («El retorno a la naturaleza o una defensa del régimen vegetal») (1811). Shelley escribió dos ensayos sobre el vegetarianismo: A Vindication of Natural Diet («Una reivindicación de la dieta natural») (1813) y On the Vegetable System of Diet («Sobre el sistema vegetal de la dieta») (escrito alrededor de 1813-1815, pero publicado por primera vez en 1929). Michael Owen Jones argumenta que la defensa del vegetarianismo de Shelley fue sorprendentemente moderna, enfatizando sus beneficios para la salud, el alivio del sufrimiento animal, el uso ineficiente de la tierra agrícola involucrada en la cría de animales y la desigualdad económica resultante de la comercialización de la producción de alimentos para animales. La vida y las obras de Shelley inspiraron la fundación de la Sociedad Vegetariana en Inglaterra (1847) e influyeron directamente en el vegetarianismo de George Bernard Shaw y quizás de Gandhi.

## Shelley en el cine
- Douglas Walton interpreta al poeta en la película La novia de Frankenstein (1935).[52]
- Valentín Pelka lo encarna en Remando al viento (1988).[53]
- En 1986, el director inglés Ken Russell dirigió Gothic, en la que el actor Julian Sands personificó al poeta Shelley.[54]
- Michael Hutchence lo interpreta en Frankenstein perdido en el tiempo (1990)[55]
- En 2017, para el filme Mary Shelley, el poeta es interpretado por el actor Douglas Booth.[56]
- En 2020, para el episodio The Haunting of Villa Diodati de la serie Doctor Who, fue interpretado por Lewis Rainer.[57]
- En la película Alien: Covenant el personaje David recita el poema Ozymandias.[58]
- En la serie Breaking Bad, el decimocuarto capítulo de la quinta temporada es titulado Ozymandias.[59]